# Gerhard Becker (Komponist)
Gerhard Becker (* 7. August 1919 in Erfurt; † 4. März 1973 in Berlin) war ein deutscher Komponist, Filmkomponist, Arrangeur und Dirigent.

## Biografische Angaben
Becker war bereits während der Schulzeit Mitglied des Erfurter Motettenchors. Nach seinem Abitur 1937 war er bis Kriegsende Soldat und auch beim Reichsarbeitsdienst eingesetzt. Dennoch konnte der junge Musiker, der zeitweise freigestellt war, in dieser Zeit sein Studium mit einer Dissertation über Oscar Straus abschließen.
Ab 1946 war Becker Dirigent des Meininger Symphonieorchesters sowie Gastdirigent am Staatstheater Darmstadt und an der Berliner Staatsoper. Auch am Münchener Staatstheater am Gärtnerplatz wirkte er als Dirigent.
Mitte der 1950er Jahre ließ Becker sich in West-Berlin nieder, wo er als freier Komponist tätig war. Ab 1968 war er Intendant des Radio-Symphonie-Orchesters Berlin.
Neben zahlreichen Arrangements und Kompositionen, wie z. B. der Sinfonischen Dichtung Die Rakete, schrieb Becker zwischen 1957 und 1966 auch einige Filmmusiken. Seine bekanntesten Werke sind die Musiken zu den Filmen Der Tiger von Eschnapur (1959), Das indische Grabmal (1959), Ein Engel auf Erden (1959) und Die 1000 Augen des Dr. Mabuse (1960). Auch der Schlager Brautjammer (Hör’ ich die Glocken) (1961) von Trude Herr stammt aus seiner Feder.
Seine Schallplatten, darunter zahlreiche Operetten-Querschnitte, erschienen überwiegend beim Europäischen Phonoclub.

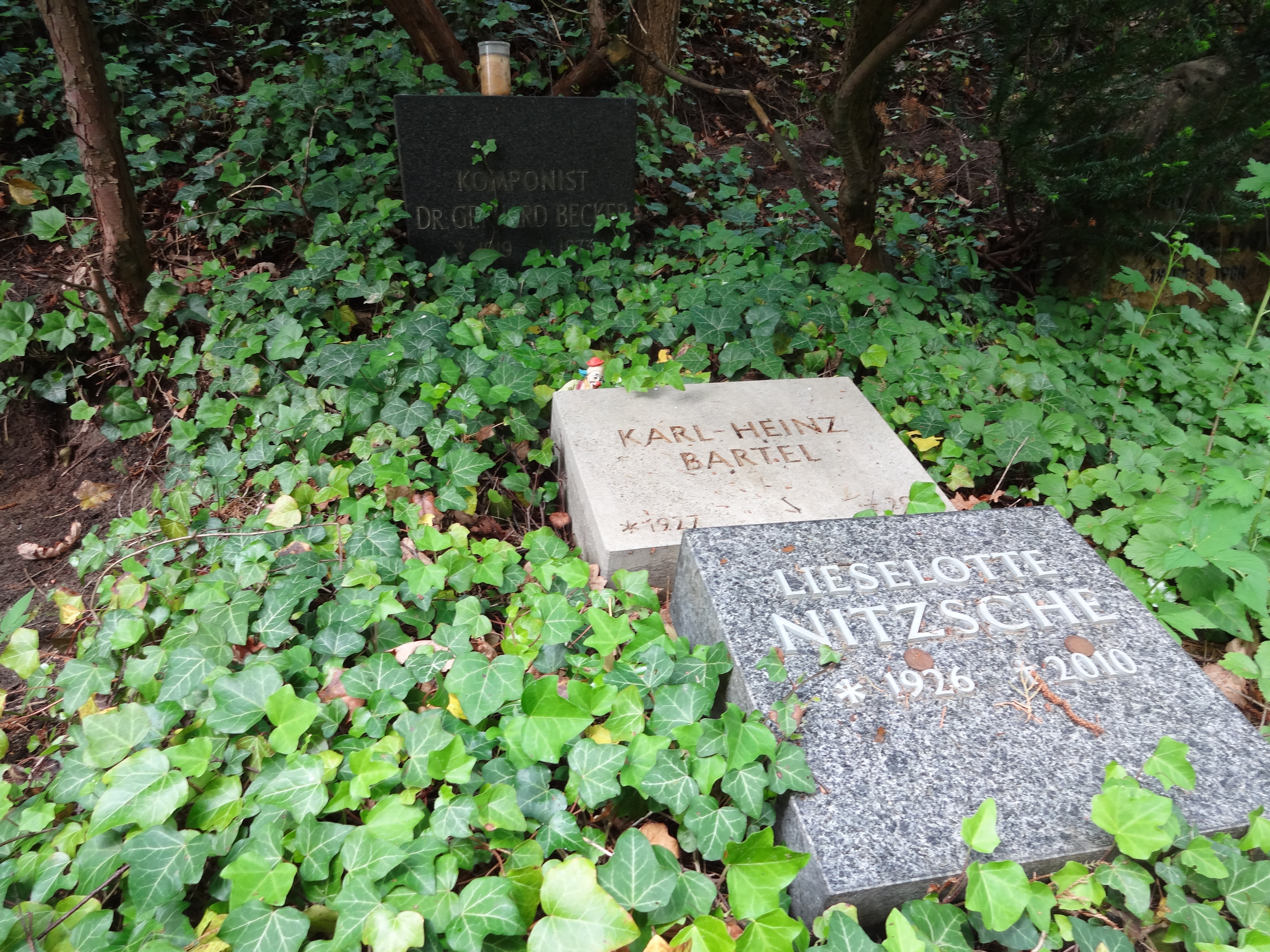
Grabstätte

Die Grabstätte Gerhard Beckers befindet sich auf dem Friedhof Heerstraße in Berlin-Westend.

## Filmografie (Auswahl)
- 1957: Der Graf von Luxemburg
- 1958: Ruf der Wildnis
- 1958: Tom Dooley – Held der grünen Hölle
- 1959: Der Tiger von Eschnapur
- 1959: Das indische Grabmal
- 1959: Ein Engel auf Erden
- 1959: Aus dem Tagebuch eines Frauenarztes
- 1960: Die 1000 Augen des Dr. Mabuse
- 1960: Sabine und die hundert Männer
- 1961: Lebensborn
- 1961: Immer Ärger mit dem Bett
- 1963: Hochzeit am Neusiedler See
- 1966: Das Spukschloß im Salzkammergut
- 1967: Landarzt Dr. Brock (Fernsehserie)